# Ana José Cancio
Ana José Cancio (Guardo, 1960) es una periodista española de TVE y RNE que ha dedicado la mayor parte de su carrera profesional al periodismo deportivo desde 1982 a 2008. A lo largo de su trayectoria Cancio se ha posicionado en defensa de un mayor compromiso de los medios de comunicación con el deporte femenino. En la actualidad trabaja en RNE. En 2020 fue reconocida con el premio Lilí Álvarez de Periodismo.

## Trayectoria
Es una de las pioneras del periodismo deportivo en España. Se licenció en Ciencias de la Información en 1982 en la Universidad Complutense de Madrid  y pocos meses después empezó a trabajar en Radio Televisión Española. Empezó en Radio Nacional de España haciendo información deportiva. De 1985 a 1987 hizo un paréntesis en RNE San Sebastián como periodista de información general (política, economía, cultura, etc). Regresó a Madrid junio de 1987 recuperando el periodismo deportivo. Su primera experiencia en Televisión Española fue en 1990 como copresentadora y redactora del programa "En jaque" dedicado al ajedrez, que estuvo una temporada en antena. En marzo de 1997 se incorporó a Televisión Española hasta octubre de 2008 momento en el que regresó a RNE.
Como periodista deportiva ha cubierto numerosos eventos, entre ellos 3 Juegos Olímpicos de verano, - Seúl 88, Barcelona 92 y Atlanta 96 - y la Copa Mundial de Fútbol de 1998 de Francia, Siguió las ediciones Mundiales de Baloncesto de Argentina en 1990  y Hamilton y Toronto en 1994 además las ediciones de Eurobasket de Zagrev en 1989 y Roma en 1991. Una de sus especialidades fue el ciclismo. En 2004 el diario Marca consideró que era "la mujer que más sabe de ciclismo en España". En su carrera ha seguido 7 ediciones del Mundial de ciclismo, 11 ediciones de la Vuelta a España, 9 ediciones del Tour de Francia -en 1998 se convirtió en la primera mujer de TVE en el Tour- y otras 9 del Giro de Italia. En 2007 fue editora de "Teledeporte 2" presentado por Lourdes García Campos.  En 2008 participó en el equipo que informó de las Olimpiadas de Pekín.
En 2008 regresó a Radio Nacional de España donde trabaja en la actualidad. Pasó por los informativos de Radio Exterior de España y por los programas  "Viaje al centro de la noche" y "España vuelta y vuelta". Es también editora y presentadora del programa de Radio 5 "Mundo aparte".
De 2018 a 2021 trabajó como informadora y reportera en el programa Las mañanas de RNE con la sección "La Esencia del Deporte" dedicada al deporte femenino, minoritario y adaptado, además de al lado humano y social del deporte.
Desde septiembre de 2021 dirige y presenta el programa "La esencia del deporte en Radio 5"  dedicado a profundizar en el lado humano de deportistas, en los valores del deporte y en los deportes minoritarios.
De 2021 a 2022 dirige y presenta "Más altas, más rápidas, más fuertes" en Radio 5, un espacio pionero dedicado exclusivamente a deporte y mujer.

## Deporte femenino
A lo largo de su trayectoria Cancio se ha posicionado en defensa de un mayor compromiso de los medios de comunicación con el deporte femenino participando, entre otros actos, en diversos encuentros organizados por la Comisión de la Mujer del Comité Olímpico Español.
En octubre de 2018 participó en las Jornadas Parlamentarias sobre la Ley del Deporte. En abril de 2019 participó en las Jornadas «Las mujeres en las profesiones del deporte» organizadas por la Facultad de Ciencias de la Actividad Física y del Deporte-INEF de la Universidad Politécnica de Madrid y el Seminario Mujer y Deporte.
En marzo de 2021 participó en un vídeo colectivo con motivo del Día Internacional de la Mujer del Consejo Superior de Deportes para reivindicar la relevancia de las mujeres en el deporte junto a Marisol Casado, Mercedes Coghen, María Delgado, Isabel García Sanz, Jenni Hermoso, Carolina Marín, Mónica Marchante, Carmen Martín, Jennifer Pareja, Guadalupe Porras o Lidia Valentín.

## Anécdotas
Entre las anécdotas de su trayectoria profesional está la "bronca" pública del periodista José María García en una vuelta ciclista de España cuando este interrumpió una entrevista que Cancio estaba haciendo al triple campeón del mundo Óscar Freire.

## Premios
- En 2020 Premio Lilí Álvarez de Periodismo por  "La esencia del deporte: Enma Falcón”, emitido en Las Mañanas de RNE con Alfredo Menéndez en noviembre de 2018 en el que la periodista relata la carrera deportiva de Emma Falcón, la primera piloto española que ganó un título internacional de rallies.[4]